# Lynda Resnick

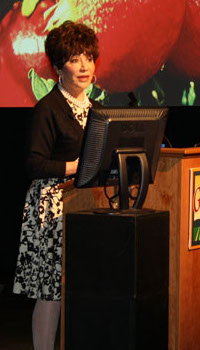
Lynda Resnick

Lynda Rae Resnick (* 1944 in Baltimore, Maryland) ist eine US-amerikanische Unternehmerin und Philanthropin.

## Leben
Resnick wurde 1944 in Baltimore in einer jüdischen Familie geboren. Aufgewachsen ist sie in Philadelphia. Ihre Eltern sind Jack Harris und Muriel. Sie absolvierte einen Bachelor of Arts/Science sowie einen Doktor der Rechtswissenschaften an der University of California.
Zusammen mit anderen Helfern kopierte sie 7.000 Seiten geheime Regierungsdokumente über den Vietnamkrieg. Nach umfangreichen Gerichtsprozessen wurden die Anklagen 1973 fallen gelassen. In den letzten Jahren zeigte sie sich vor allem als Philanthropin. So bekommt jeder Angestellte der ihr gehörenden Unternehmen 1000 US-Dollar jährlich, welche für Spenden oder die College-Ausbildung der Kinder verwendet werden können.
Sie ist in zweiter Ehe mit Stewart Resnick verheiratet und lebt in Beverly Hills. Resnick hat fünf Kinder. Laut Forbes verfügt das Ehepaar über ein Vermögen von 4,3 Mrd. US-Dollar. Sie wird 2015 auf Platz 11 der Top 50 der erfolgreichsten Self-Made-Frauen von Forbes gelistet.
Dem Ehepaar gehören die Unternehmen Halos, POM Wonderful and Fiji Water.

## Rezeption
Sie wird als Forrest Gump der Unternehmerinnen bezeichnet.

## Werke
- Rubies in the Orchard, 2010